# Escola de Medicina e Cirurgia da Universidade Federal do Estado do Rio de Janeiro
A Escola de Medicina e Cirurgia é uma instituição de ensino superior que faz parte da Universidade Federal do Estado do Rio de Janeiro (UNIRIO). Fundada em 1912, é uma das mais antigas e tradicionais faculdades de Medicina do país.  
Possui o Hospital Universitário Gaffrée e Guinle como hospital-escola e tem sedes na Tijuca e no Centro (onde fica o Instituto Biomédico da UNIRIO). 

## Histórico

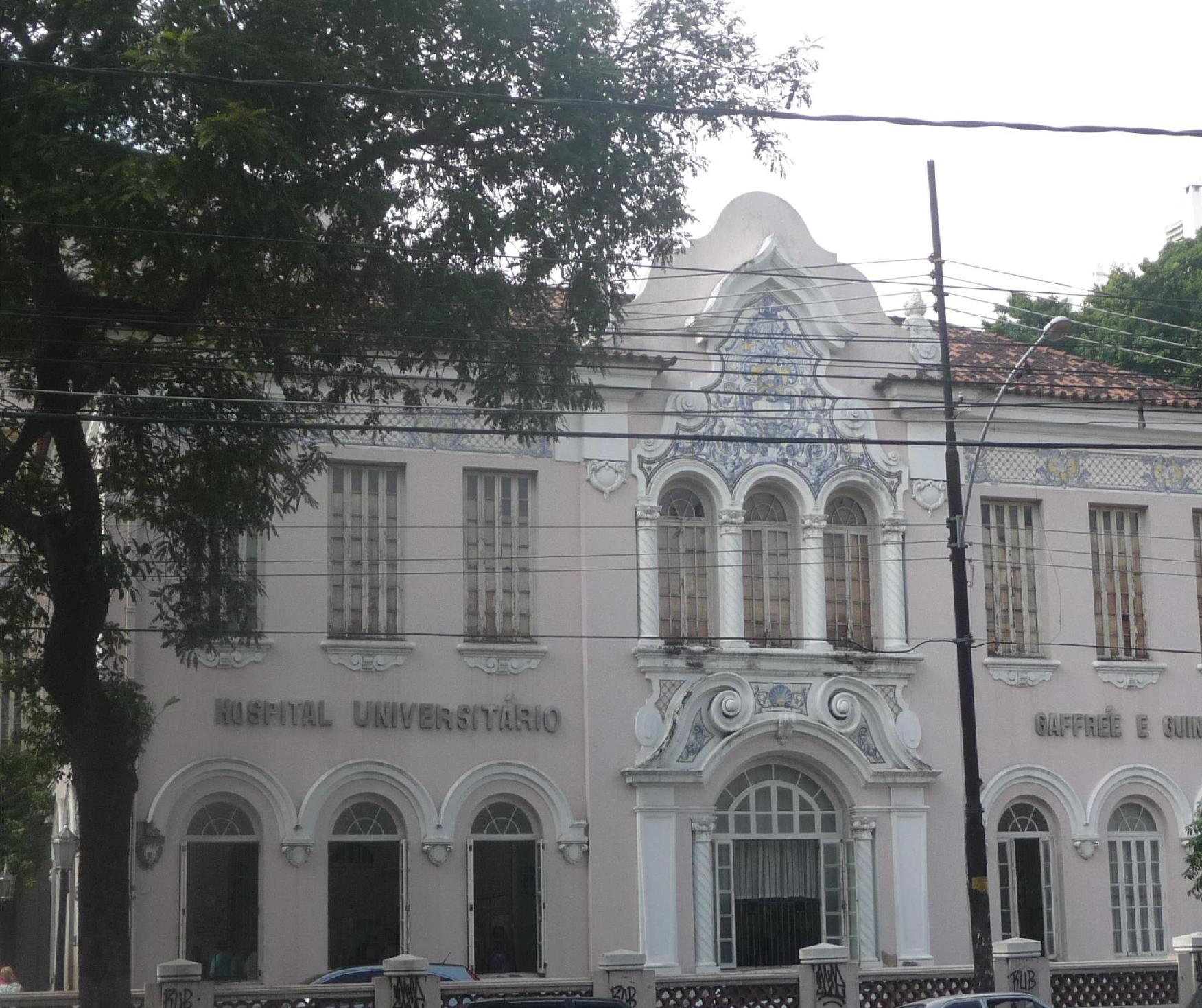
O Hospital Universitário Gafreé e Guinle.

O Instituto Hahnemanniano do Brasil foi fundado em 1859, com o objetivo de propagar a Homeopatia em nosso meio. Não conseguindo introduzir o ensino da Homeopatia na Faculdade de Medicina do Rio, em 10 de abril de 1912, o Presidente do IHB, Doutor Licínio Atanásio Cardoso fundou a Faculdade Hahnemanniana e, em 1916, o Hospital Hahnemanniano com instalações à Rua Frei Caneca, nº 94 (atual sede do Instituto Biomédico da UNIRIO), em terreno e edificações obtidas do Governo da República.
Depois de muita luta e esforço, foi equiparada, pelo Parecer do Conselho Superior de Ensino e o art. 12 do Decreto 11.530 de 18 de março de 1915, combinado com o disposto no art. 8, letra e, da Lei 3.454 de 6 de Janeiro de 1918 (Publicado no D.O.U. de 08.12.1921), às suas congêneres federais, com o que se tornou possível atribuir validade aos títulos de seus diplomados.
Em 1924, atendendo a exigência do Conselho Superior de Ensino, passou a denominar-se Escola de Medicina e Cirurgia do Instituto Hahnemanniano do Brasil. Em 7 de dezembro de 1948, tendo em vista o grau de desenvolvimento alcançado pela Escola, esta desvinculou-se do Instituto Hahnemanniano e se organizou como sociedade civil, cujos sócios eram exclusivamente, seus próprios docentes. Seu Estatuto foi aprovado pelo Conselho Nacional de Educação em 1950, homologado pelo Ministro da Educação e Saúde em 17 de maio e registrado no Registro Civil das pessoas Jurídicas com o no. 1.121 de 26 de setembro de 1949 (D.O.U. de 24.09.1949).
Em 1954, a Escola foi transformada em estabelecimento de ensino subvencionado pelo Governo Federal e três anos mais tarde incorporada ao Sistema Federal de Ensino, subordinando-se ao Ministério da Educação e Cultura (30 de setembro de 1957, Lei 3.271).
O estudo da Crenologia era ensinada no Rio de Janeiro, nessa Escola; formava médicos nessa área e foi extinto no Brasil por volta dos anos 1950, na surdina; sem nenhuma explicação à comunidade e à população em geral.
Tendo conseguido realizar, num período de 45 anos desde a sua fundação, uma importante série de conquistas, a Escola mobilizou-se no sentido de obter um Hospital Universitário que lhe permitisse desenvolver atividade mais completa no ciclo profissional. Em janeiro de 1963, o Hospital Gaffrée e Guinle foi desapropriado pelo Decreto 53.335 de 23.12.1963 e incorporado à Escola de Medicina e Cirurgia em janeiro de 1966. Já então fora da Escola transformada em fundação pela Lei 4.730 de 1965.
Em 1969, pelo Decreto 773, passou a ser uma das unidades da FEFIEG e a partir de 5 de junho de 1979, passou a integrar a Universidade do Rio de Janeiro (UNIRIO), fazendo parte de seu Centro de Ciências Biológicas e da Saúde, Decreto-Lei 6.555. Posteriormente a universidade passou a se chamar Universidade Federal do Estado do Rio de Janeiro.

## Cursos oferecidos e departamentos
Além da graduação, com duração de 12 (doze) períodos curriculares, a Escola de Medicina oferece atualmente, 28 (vinte e oito) cursos de Pós-Graduação Lato Sensu em diversas especialidades da Medicina, 01 (um) Stricto Sensu e quatro programas de residência médica. A graduação do curso oferece 77 vagas por semestre.
- Departamento de Cirurgia Geral Especializada
- Departamento de Medicina Geral
- Departamento de Estudos Homeopáticos
- Departamento de Patologia e Apoio Clínico
- Departamento de Medicina Especilizada